# LEON
|  | Per a altres significats, vegeu «León (desambiguació)». |

LEON és una Unitat Central de Procés RISC de 32 bits de maquinari de codi obert. És SPARC V8 (1987) (compatibles, i dissenyat per Gaisler Research i l'Agència Espacial Europea. Està modelitzat amb el llenguatge de descripció de maquinari (Hardware description lenguage, HDL) VHDL disponible sota la GPL.

## LEON2
El centre del component reutilitzable LEON2 és un processador, V8 de SPARC modelat amb VHDL està disponible gratuïtament a Internet sota la llicència GNU LGPL. LEON2 té moltes característiques interessants.
- És ben conegut per la comunitat, àmpliament provat i amb manteniment centralitzat, oferint així una bona gamma d'aplicabilitat.
- La LGPL permet un alt grau de llibertat d'intervenció sobre la lliure disposició el codi font.
- Configurabilitat és una característica clau del projecte.
- Ofereix totes les funcions bàsiques d'un pipeline en l'ordre del processador, per la qual cosa és un bon vehicle d'experimentació.
- El projecte VHDL té una mida bastant considerable (al voltant de 90 fitxers), que ofereixen tots els reptes d'intervencions a gran escala en un dels projectes més grans.

## LEON2-FT
El processador FT-LEON2 és una versió del processador LEON2 tolerant a single event upset. Els flip-plops estan protegits per redundància modular triple i tots els registres interns i externs estan protegits per EDAC o bits de paritat. Les restriccions de la llicència especial aplicables a aquest IP (distribuït per l'Agència Espacial Europea).

## LEON3
El LEON3 és un model sintetitzat amb VHDL d'un processador de 32 bits compatible amb l'arquitectura SPARC V8. El model és altament configurable, i particularment adequat per a dissenys de sistemes en sol xip (SOC). Tot el seu codi està disponible sota la llicència GNU GPL, que permet la lliure i ús il·limitat per a la recerca i l'educació. LEON3 també està disponible en virtut d'un baix cost amb llicència comercial, la qual cosa li permet ser utilitzat en qualsevol aplicació comercial a una fracció del cost de la propietat intel·lectual comparant-lo amb altres IP cores.

## LEON3-FT
El LEON3FT és una versió tolerant a fallides de l'estàndard del processador LEON3 SPARC V8. Ha estat dissenyat per a funcionar en el dur entorn espacial, i inclou la funcionalitat per detectar i corregir single event upset (SEU) errors en totes les memòries RAM en un xip. El processador LEON3FT suporta la major part de la funcionalitats en el nivell del processador LEON3, i afegeix les següents característiques:
- Fitxer de registre SEU de correcció d'errors de fins a 4 errors per paraules de 32 bits
- Correcció d'errors de memòria cau de fins a 4 per errors d'etiqueta o de 32 bits paraula
- Autònom i transparent pel programari a la gestió d'errors
- Sense impacte de temps a causa d'un error de detecció o correcció

Les següents característiques de l'estàndard del processador LEON3 no estan suportades per LEON3FT
- Esborrany de memoria RAM local (I i D)
- Bloqueid de cache
- Algorisme de reemplaçament de memòria cache LRR

El core LEON3FT es distribueix juntament amb una versió especial FT de la biblioteca GRLIP amb propietat intel·lectual. Només la distribució netlist és possible.
Una implementació per a FPGA anomenada LEON3FT-RTAX es proposa per a aplicacions per a tecnologia espacial crítica.
LEON pot ser implementat en un dispositiu lògic programable com una FPGA o fabricat dins d'un ASIC. Implementant i simulant LEON és codisseny maquinari-programari i requereix els coneixements del flux de disseny dels Sistemes en un sol xip.
La documentació del flux de disseny de LEON està disponible tant des del fabricant i des dels recursos de terceres parts.